# باول تود (لاعب كريكت)
باول تود (12 مارس 1953 في المملكة المتحدة - ) (بالإنجليزية: Paul Todd)‏ هو لاعب كريكت بريطاني. لعب مع نادي مقاطعة غلاموركن للكريكت ‏ ونادي مقاطعة نوتنغهامشير للكريكت ‏ وLincolnshire County Cricket Club ‏ والمقاطعات الوطنية للكريكيت الإنجليزي والويلزي ‏.

## وصلات خارجية
- باول تود على موقع إي آس بي آن كريك إنفو (الإنجليزية)